# 프아 하리피탁
프아 리피탁(태국어: เฟื้อ หริพิทักษ์, Fua Haripitak, Hua Haripitak, 1910년 4월 22일 ~ 1993년 10월 19일)은 태국의 화가이다. 서구 현대 미술의 태국 도입에 기여하였으며, 태국 전통 회화의 기법을 응용한 그림을 그렸다. 1983년에 막사이사이 상을 수상하였으며, 1985년에는 태국 국가예술가로 선정되었다.

## 생애
프아 리피탁은 1910년 4월 22일 톤부리에서 궁정 화가의 아들로 태어났다. 1930년대에는 태국에 체류하고 있던 이탈리아인 미술가 신라빠 피라시(코라도 페로치) 교수의 지도 하에, 신라빠꼰 대학교의 전신인 쁘라닛 예술학교에서 수학하였다. 이 시기의 작품은 제2차 세계 대전 당시 미술학교가 불에 타 상당수가 소실되었으나, 보존된 작품으로 《할머니》라는 유화가 남아 있다.
1940년부터 1946년까지는 타놈삭 끄리다꼰에게서 장학금을 받아 라빈드라나트 타고르가 설립한 인도 서벵골 주의 비슈바바라티 대학교에서 유학하였는데, 이 기간에 프아 리피탁은 인도 미술과 인도 철학에 감명을 받는다. 그러나 이후 제2차 세계 대전이 태국이 속한 추축국의 패배로 끝나자, 일본인 화가들과 함께 일본인 포로 수용소에 수감되기도 했다. 1946년 인도 유학을 마치고 귀환한 프아 리피탁은 곧 신라빠꼰 대학교에서 교직을 잡고 활발한 작품 활동을 계속하였다. 1949년과 1950년에 열린 1, 2회 태국 전국 미술전에서는 각각 《펫차부리》와 《리엔쁘라차 부인의 초상》으로 금상을 받았다.
1954년부터 1956년까지는 이탈리아 정부의 장학금을 받아 로마의 미술학원(이탈리아어: L'accademia Di Belle Arti)에서 미술 연구를 하였다. 이 기간 동안 초크, 색연필, 잉크, 팔레트 나이프 등을 이용한 다양한 기법을 실험하고 추상화나 큐비즘 등에 손을 대기도 했다. 작품의 주제는 주로 이탈리아의 풍경이었지만 이따금 누드화도 그렸다. 이 무렵에 그린 작품들로 프아 리피탁은 후일 태국 현대 회화의 선구자로 꼽히게 되었다. 태국 귀국 후인 1957년에 다시 전국 미술전에서 금상을 수상하였다. 이후, 미술품 복구가로서도 활동하여 라마 1세 시절 건립된 왓 라캉(태국어: วัดระฆังโฆสิตารามวรมหาวิหาร)의 삼장각(三藏閣) 복구 작업에 종사하는 등 수많은 사원의 복구에 힘썼다.
1991년 시리랏 병원에 입원하여, 1993년 뇌혈관염으로 사망하였다.

## 학력
- 태국 쁘라닛 예술학교 졸업

## 명예 박사 학위
- 1980년 태국 신라빠꼰 대학교 명예 예술학 박사

## 수상 경력
- 1983년 막사이사이 상 공공봉사 부문 수상.
- 1985년 태국 국가예술가로 선정.
- 1990년 태국 정부가 중요 태국 문화 보존자로 선정.

## 참고 문헌
- Oscar Nalesini, L'Asia Sud-orientale nella cultura italiana. Bibliografia analitica ragionata, 1475-2005. Roma, Istituto Italiano per l'Africa e l'Oriente, 2009, pp. 292–316 ISBN 978-88-6323-284-4.
- 福岡美術館編(1997)「東南アジア―近代美術の誕生」東南アジアの近代美術の誕生展実行委員会